# Sekundærrute 511
Sekundærrute 511 er en landevej, der går mod nord fra Stilling i Skanderborg N op gennem Østjylland gennem Harlev, Sabro, Hadsten og slutter i centrum af Randers ved mødet med Sekundærrute 180.